# 김지수 (작가)
김지수(金智琇, 金志洙, 金智秀, 金志秀)는 대한민국의 드라마 작가이다. 1989년 KBS 공모 미니시리즈 입선작 《지워진 여자》로 방송에 데뷔했다.

## 학력
- 서울대학교 영문과 중퇴[1]

## 집필 작품

### 텔레비전 드라마
| 연도 | 제목                       | 방송사 | 유형 | 연출               | 공동 집필          |
| ---- | -------------------------- | ------ | ---- | ------------------ | ------------------ |
| 1990 | 지워진 여자                | KBS2   | 수목 | 김현준             | 빈칸               |
| 1990 | 왕조의 세월                | KBS2   | 특집 | 김재형             | 빈칸               |
| 1990 | 불의 나라                  | KBS2   | 월화 | 류시형             | 빈칸               |
| 1992 | 약속                       | MBC    | 월화 | 장두익             | 빈칸               |
| 1992 | 위기의 남자                | KBS2   | 수목 | 정을영             | 빈칸               |
| 1992 | 내일은 사랑                | KBS2   | 청춘 | 윤석호 이영희 전산 | 손영목             |
| 1994 | 한쪽 눈을 감아요           | KBS2   | 일일 | 이성연             | 빈칸               |
| 1995 | 사랑과 결혼                | MBC    | 주말 | 장두익             | 빈칸               |
| 1997 | 의가형제                   | MBC    | 월화 | 신호균             | 빈칸               |
| 1997 | 영웅신화                   | MBC    | 수목 | 신호균             | 빈칸               |
| 1999 | 전설의 고향 - 제7화 구미호 | KBS2   | 월화 | 전기상             | 빈칸               |
| 1999 | 전설의 고향 - 제11화 궁녀  | KBS2   | 월화 | 전성홍             | 빈칸               |
| 2000 | 나쁜 친구들                | MBC    | 수목 | 장용우             | 빈칸               |
| 2001 | 동서는 좋겠네              | KBS2   | 아침 | 고영탁             | 빈칸               |
| 2004 | 용서                       | KBS2   | 아침 | 전성홍             | 빈칸               |
| 2006 | 이제 사랑은 끝났다         | MBC    | 아침 | 백호민             | 빈칸               |
| 2010 | 주홍글씨                   | MBC    | 아침 | 이민수             | 빈칸               |
| 2012 | 산 너머 남촌에는 2         | KBS1   | 농촌 | 신현수             | 박철 이금주 이현재 |
| 2012 | 아들 녀석들                | MBC    | 주말 | 김경희 최준배      | 오상희             |
| 2015 | 그래도 푸르른 날에         | KBS2   | 아침 | 어수선             | 박철               |
| 2021 | 보쌈 - 운명을 훔치다       | MBN    | 주말 | 권석장, 김나영     | 박철               |

### 도서
- 《지워진 여자》(성정출판사, 1990)[8]